# Brouwerij De 3 Horne
Brouwerij De 3 Horne is een brouwerij in Kaatsheuvel in de Nederlandse provincie Noord-Brabant. De 3 Horne legt zich toe op het brouwen van speciaalbier. De brouwerij beschikt over een eigen brouwinstallatie die behalve voor de eigen productie ook door brouwerijhuurders kan worden gebruikt.
Brouwerij De 3 Horne is lid van branchevereniging CRAFT.

## Geschiedenis

### Brouwen
Na jaren amateurbrouwen startte Sjef Groothuis in 1990 officieel met brouwen in een ruimte van 6 vierkante meter in zijn woning. Met een zelfgebouwde kleine brouwinstallatie haalde hij toen een jaarproductie van 35 hl. Deze productie verdubbelde snel tot 70 hl. Omdat de vraag bleef toenemen, werd gekozen om verder te investeren en werd in 1992 een oude schoenenfabriek gekocht. In 1993 werd deze in gebruik genomen. De nieuwe brouwerij omvatte twee brouwketels. De brouwerij heeft verder 9 gistingstanks en zorgt zelf voor etiketteren en afvullen van de flessen. De capaciteit steeg daarmee tot 600 hl per jaar. Omdat hiermee nog niet kon voldaan worden aan de vraag, werd gezocht naar verdere uitbreidingsmogelijkheden tot 1000 hl.
In 2019 werden de inwoners van de gemeente Loon op Zand opgeroepen om druiven in te leveren. Van het druivensap zou een speciaal bier gebrouwen worden. Voor elke tien kilo druiven kon men een fles 'druivenbier' krijgen. Een deel van de opbrengst zou uitgereikt worden aan een vereniging of stichting naar keuze.

### Naam en logo
Oorspronkelijk had de brouwerij de naam brouwerij Wittekop. Tegen deze naam werd echter protest ingediend door Brouwerij Slaghmuylder omdat de naam Wittekop te veel geleek op hun Witkap-Pater. Daarom werd de naam gewijzigd in De 3 Horne. Deze naam verwijst naar het Graafschap Horn. Dit had drie jachthoorns in het blazoen. Deze hoorns komen terug in het wapen van Loon op Zand. Het logo van De 3 Horne bevat de 3 hoorns, met erboven de rood-witte ruiten van de vlag van Noord-Brabant.

## Bieren
De bieren van de brouwerij zijn bovengistend. Naast speciaalbieren in bekende stijlen als dubbel en tripel brouwt De 3 Horne ook bieren waaraan vruchten zijn toegevoegd, bijvoorbeeld bessen, bananen en mango's. Ook ongewone ingrediënten als berkensap kunnen in het bier worden verwerkt. Veel van de bieren worden gebrouwen in opdracht van anderen.